# Amy Sherman-Palladino
Amy Sherman-Palladino (Los Angeles, 1966. január 17.) hatszoros Primetime Emmy-díjas amerikai író, rendező, producer. A Szívek szállodája, Bunheads és A káprázatos Mrs. Maisel című sorozatok készítője. Férje Daniel Palladino.
Ő volt az első nő, aki a komédiaírás és -rendezés kategóriában Emmy-díjat nyert. 2019-ben megnyerte a Norman Lear Achievement Award in Television díjat is.
A "Dorothy Parker Drank Here Productions" alapítója. Sorozataiban a párbeszédek rendkívül gyorsak, és gyakran tartalmaznak popkulturális utalásokat.

## Élete
Los Angelesben született. Szülei Don Sherman humorista, aki 2012 májusában elhunyt (a Bunheads első epizódja az ő emlékére íródott) és Maybin Hewes táncos. A "Sherman" az apja művészneve volt. Apja bronxi származású és zsidó volt, anyja pedig baptista volt. Anyja a Mississippi állambeli Gulfportból származott. Sherman-Palladino elmondása szerint "zsidónak nevelkedett. Valamennyire."
Balett-táncosnak tanult négy éves kora óta. A Macskák musicalbe hívták táncosnak, miközben egy lehetséges állás is várt rá, mint a Roseanne sorozat egyik írója. Mikor őt és partnerét, Jennifer Heath-et megkérték, hogy csatlakozzanak a Roseanne stábjához, (anyja bánatára) otthagyta a táncos karriert és a televízióban folytatta karrierjét.
A Roseanne harmadik évada idején, 1990-ben csatlakozott az írógárdához. 1994-ben, a hatodik évad végén kilépett a sorozattól, és egyéb műsorokban kezdett dolgozni.
Leginkább a Szívek szállodája készítőjeként ismert.
Sorozataiban a párbeszédek rendkívül gyorsak, és gyakran tartalmaznak popkulturális utalásokat. Továbbá nagyon megválogatja a zenét is, amelyet felhasznál a műsoraiban. Elmondása szerint azért, mert szerinte a tévében a zene rettenetes és unalmas.